# Paul Hamm
Paul Hamm (Washburn, Wisconsin; 24 de septiembre de 1982) es un gimnasta artístico estadounidense retirado, campeón olímpico en el concurso general individual en 2004, y subcampeón en el ejercicio de barra fija y por equipos, también en 2004; y campeón del mundo en 2003 en la general individual y en el ejercicio de suelo.
Es hermano gemelo del también gimnasta Morgan Hamm; ambos participaron en el Tour de los gimnastas estrella, que tuvo lugar a lo largo de Estados Unidos de septiembre a noviembre de 2008.

## Carrera deportiva
En el Mundial celebrado en Gante en 2001, Bélgica, consigue la medalla de plata en el concurso por equipos, situándose tras Bielorrusia (oro) y por delante de Ucrania (bronce).
En el Mundial celebrado en Debrecen en 2002, Hungría, gana la medalla de bronce en suelo, tras el rumano Marian Drăgulescu y el búlgaro Yordan Yovchev.
En el Mundial de Anaheim (Estados Unidos) en 2003 gana dos medallas de oro —en la general individual y en suelo— y una de plata en el concurso por equipos —Estados Unidos queda tras China y por delante de Japón (bronce)—.
En los JJ.OO. celebrados en Atenas en 2004 logra la medalla de oro en la general individual, una de plata en barra fija —tras el italiano Igor Cassina—, y también una de plata en el concurso por equipos, tras Japón y por delante de Rumania.